# Échenon
Échenon település Franciaországban, Côte-d’Or megyében. Lakosainak száma 766 fő (2022. január 1.). Échenon Trouhans, Saint-Usage, Saint-Symphorien-sur-Saône, Laperrière-sur-Saône és Les Maillys községekkel határos.

## Népesség
A település népességének változása:
| Lakosok száma | 531  | 717  | 707  | 675  | 761  | 771  | 775  | 781  | 776  | 766  |
|               | 1968 | 1982 | 1990 | 2006 | 2013 | 2015 | 2017 | 2019 | 2020 | 2022 |